# Peleteria adelphe
Peleteria adelphe är en tvåvingeart som beskrevs av Zimin 1961. Peleteria adelphe ingår i släktet Peleteria och familjen parasitflugor. Inga underarter finns listade i Catalogue of Life.